# 吳寀
吳寀（1576年—1625年），字亮恭，號昇扶，福建漳州府漳浦县云霄人，明朝政治人物。同進士出身。

## 生平
萬曆二十二年（1594年）甲午科福建鄉試舉人，二十三年（1595年），联登乙未科進士，通政司觀政，奉旨歸娶，假滿，復命，三十年授中書舍人，三十五年丁憂，三十九年復除原職，掌中書科印。以病告歸。泰昌元年（1620年）授山東道監察御史，以養病未拜。天啓四年補浙江道御史，管大工。時客氏、魏忠贤表裏爲奸，吳宷急流勇退，與同郡張燮、陳翼飛諸君子締元雲、韵社。

## 家族
曾祖吳承孝。祖吳瀾，封刑部員外郎。父吳顯，萬曆甲戌進士，任湖廣右參議。母陳氏。